# الاحتجاجات ضد السعوديه
الاحتجاجات ضد السعودية"، (بالإنجليزية: Protests against Saudi Arabia ) تُشير إلى المواقف السلبية أو العدائية تجاه المملكة العربية السعودية أو سياساتها أو رموزها الرسمية، كما تظهر أحيانًا في احتجاجات أو شعارات سياسية أو تغطيات إعلامية داخل وخارج البلاد. يُستعمل المصطلح في الخطاب العام ووسائل الإعلام لوصف ظواهر متباينة بحسب السياق الجغرافي
في السياق
ترتبط الظاهرة غالبًا بتوترات إقليمية أو حقوقية أو خلافات سياسية؛ ويؤدي ذلك أحيانًا إلى احتجاجات أو حملات ضغط وانتقادات علنية، بينما يرى آخرون أن بعض هذا الخطاب يتجاوز النقد السياسي إلى أشكال من التحامل أو العداء.

## المظاهرات
```
اليمن 
```

شهدت صنعاء ومدن أخرى تجمعات مناوئة للتدخل العسكري بقيادة السعودية في اليمن، خصوصًا في ذكريات اندلاع الحرب، حيث رفعت شعارات ناقدة للسعودية ضمن سياق الحرب الأهلية اليمنية.
```
إيران 
```

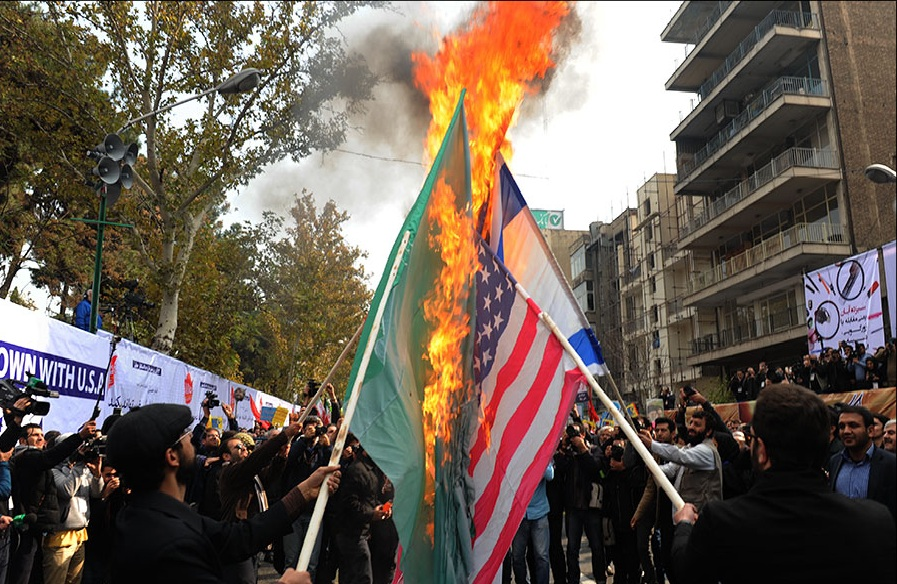
احتجاج في طهران 4 نوفمبر 2015 ضد اسرائيل و الولايات المتحدة و المملكة العربية السعودية

أدت الأزمات الدبلوماسية بين السعودية وإيران إلى احتجاجات حادّة؛ ففي يناير/كانون الثاني 2016 اقتحم محتجون السفارة السعودية في طهران بعد إعدام الشيخ نمر النمر، وهو ما أعقبته قطيعة دبلوماسية بين البلدين.
المثليين
انتقدت منظمات وناشطون سياسات السعودية المتعلقة بالمثلية الجنسية، وظهرت شعارات مناهضة للمملكة في بعض الفعاليات والوقفات الاحتجاجية في الخارج. من الأمثلة احتجاجات في لندن عام 2023 على خلفية قضية الشابة السعودية المتحولة جنسيًا إيدن نايت، إضافة إلى تحذيرات لجماهير رياضية حول القوانين السارية في البلاد عند استضافة فعاليات دوله
```
العراق 
```

مظاهره في العراق

وثّقت تقارير إعلامية احتجاجات في بغداد شارك فيها رجال دين ومناصرون لمليشيات شيعية وهم يرفعون شعارات مناوئة للسعودية، وأُحرقت أعلام لدول مختلفة ضمن هذه التجمعات
```
المملكة المتحدة 
```

خلال زيارة محمد بن سلمان إلى لندن في مارس/آذار 2018، خرجت احتجاجات مناهِضة لسياسات السعودية (خصوصًا حرب اليمن) أمام مقر الحكومة البريطانية ومواقع أخرى، ورفعت لافتات وشعارات ناقدة للمملكة.
في كوريا الجنوبية، أثار المسلسل الكوري الجنوبي "ملك الأرض" (King the Land) الذي عُرض عام 2023، انتقادات من جانب وسائل إعلام سعودية وعدد من النشطاء، بعدما اعتُبر أن إحدى مشاهده تضمنت إساءة غير مباشرة للمملكة العربية السعودية. وقد تسبب ذلك في موجة جدل على منصات التواصل الاجتماعي.

## وسائل الإعلام والإنترنت

رسم مسيء لشعار السعوديه

تتباين التغطيات الإعلامية والرسوم الساخرة والتعليقات حول السعودية بين النقد الحاد والدفاع عن السياسات الرسمية. وفي الفضاء الرقمي، تناولت دراسات وبحوث ظاهرة الحملات المنسقة على الشبكات الاجتماعية المتصلة بمواقف سياسية تجاه السعودية؛ إذ تشير تقارير أكاديمية وإعلامية إلى شبكات منظمة للتأثير الرقمي في المنطقة، من بينها شبكات مؤيدة للسعودية وأخرى مناوئة لها، مع جدلٍ واسع حول الحدود بين التعبير المشروع والتلاعب بالمعلوماتكما أعلنت منصات تقنية عن تعطيل حسابات مرتبطة بعمليات تأثير منسقة؛ فقد ذكرت تويتر في 2019 إيقاف آلاف الحسابات المرتبطة بجهات سعودية وفق سياسات «التلاعب بالمنصة»

## الذباب الإلكتروني
يُستخدم مصطلح الذباب الإلكتروني للإشارة إلى الحسابات الآلية أو الوهمية على منصات التواصل الاجتماعي، والتي يُزعم أنها تُستخدم لنشر محتوى موجَّه أو لإطلاق حملات إعلامية ضد دول أو شخصيات محددة. في بعض الحالات، ارتبطت هذه الحملات بنشر انتقادات أو إشاعات مرتبطة بالمملكة العربية السعودية وقيادتها، الأمر الذي ساهم في تعزيز بعض مظاهر العداء ضدها في الفضاء الرقمي.